# Werner Lange (General)
Werner Lange (* 28. September 1929 in Stargard; † 15. November 2014 in Ulm) war ein deutscher Generalleutnant des Heeres der Bundeswehr.

## Leben
Lange wurde am Ende des Zweiten Weltkrieges zunächst zum Volkssturm und dann zur Wehrmacht eingezogen. Nach der britischen Kriegsgefangenschaft absolvierte er eine Lehre zum Buchhändler in Detmold. Er besuchte auch die Deutsche Buchhändlerschule in Köln und arbeitete im Anschluss in seinem Beruf und als Lektor.
1956 trat er in die Bundeswehr ein. Er wurde beim Panzerjäger-Lehrbataillon in Bremen und an der Heeresoffizierschule II in Husum ausgebildet. 1957 erfolgte die Beförderung zum Leutnant. Danach hatte er Verwendungen als Zugführer und Personaloffizier (S1) im Panzerjägerbataillon 1, Offizier für Personalwesen und Militärisches Nachrichtenwesen (S1/S2) und Kompaniechef im Panzerbataillon 34, Kompaniechef der Stabskompanie und S1 der Panzerbrigade 3 in Nienburg/Weser.
Von 1963 bis 1965 durchlief er den 6. Generalstabslehrgang Heer an der Führungsakademie der Bundeswehr in Hamburg, wo er zum Offizier im Generalstabsdienst ausgebildet wurde, und wurde anschließend im Bundesministerium der Verteidigung (BMVg) in Bonn eingesetzt. Nach einer Station bei der Panzerbrigade 3 als Generalstabsoffizier für Führung, Organisation und Ausbildung (G3) wurde er Bataillonskommandeur des Panzerbataillons 84 in Lüneburg und zum Oberstleutnant befördert. Ab 1971 war er Hörsaalleiter an der Führungsakademie der Bundeswehr. 
1974 wurde Lange Brigadekommandeur der Panzerbrigade 15. 1976 folgte seine Tätigkeit als Chef des Stabes des III. Korps in Koblenz. Von 1978 bis 1980 war er Kommandeur des Zentrums Innere Führung in Koblenz. Danach war er Divisionskommandeur der 10. Panzerdivision in Sigmaringen. Ab 1983 war er Kommandierender General des II. Korps in Ulm. In dieser Verwendung erließ er die "Weisungen für die Ausbildung im II. Korps - 1/84 "Kriegsnahe Ausbildung" vom 11. Juli 1984. Beim Militärmanöver „Flinker Igel 84“ führte er als einer der Ersten das Feldpostsystem ein. 1987 unterstand beim Militärmanöver „Kecker Spatz“ mit Werner Lange erstmals einem Bundeswehrgeneral ein französisches Korps. Mit Ablauf des März 1989 wurde er in den Ruhestand versetzt.
Lange war verheiratet und Vater von zwei Söhnen, darunter Sven Lange.

## Auszeichnung
- 1978: Bundesverdienstkreuz am Bande
- 1983: Bundesverdienstkreuz 1. Klasse
- 1986: Großoffizierkreuz, Verdienstorden der Italienischen Republik
- 1987: Bayerischer Verdienstorden
- 1987: Großes Bundesverdienstkreuz
- 1989: Verdienstorden des Landes Baden-Württemberg
- 1989: Kommandeur des Ordre national du Mérite
- 1989: Offizierkreuz der Ehrenlegion